# The Noise We Make
The Noise We Make è il quarto album di Chris Tomlin ed il primo da solista. È stato pubblicato il 1º marzo 2001 dalla Emi Cmg.

## Le canzoni
1. Noise We Make - 4:23
2. Forever - 5:14
3. Kindness - 4:21
4. America - 4:48
5. Wonderful Cross - feat. Matt Redman - 7:07
6. Captured - 4:26
7. Be Glorified 	3:53
8. Happy Song, - 3:19
9. Need You Now - 4:06
10. This Is Our God - 5:35
11. Forever - 4:12
12. We Fall Down S- 3:30[1]